# Alfred Fleisch
Alfred Fleisch (* 29. September 1892 in Dietikon; † 19. Mai 1973 in Mammern; heimatberechtigt in Romanshorn) war ein Schweizer Physiologe.
Fleisch studierte Medizin an der Universität Zürich, wo er von Walter Rudolf Hess als Physiologe ausgebildet und 1926 Titularprofessor wurde. Von 1926 bis 1932 war er Ordinarius an der Universität Tartu in Estland, von 1932 bis 1962 an der Universität Lausanne. Sein Pneumotachograph zur Messung der Atemluftgeschwindigkeit wird noch heute weltweit verwendet.
1938 wurde er zum Mitglied der Leopoldina gewählt.
Alfred Fleisch war Träger des Marcel-Benoist-Preises 1953 und wurde 1960 Ehrendoktor der Universität Nancy.
Sein Sohn Alfred Otto Fleisch (1926–2008) war Kunstsammler, Mehrheitsaktionär und ehemals Chefarzt der «Klinik Schloss Mammern».